# Apostolepis arenaria
Apostolepis arenaria este o specie de șerpi din genul Apostolepis, familia Colubridae, descrisă de Rodrigues 1993. Conform Catalogue of Life specia Apostolepis arenaria nu are subspecii cunoscute.